# Andra Matei
Andra Matei (n. 22 iunie 1993, Suceava, România) este o solistă de muzică populară din zona Bucovinei.

## Biografie
Andra Matei, născută la data de 22 iunie 1993 în orașul Suceava, județul Suceava, este o artistă de muzică populară din zona Bucovinei. Primul său cântec îl lansează în anul 2012, la vârsta de 18 ani, câștigând în mai puțin de un an 9 trofee și premii la cele mai importante concursuri de folclor din România.
Andra și-a început cariera muzicală la vârsta de 18 ani, urmând Școala Populară de Arte de la Suceava pe care a absolvit-o în anul 2012. A urmat cursurile Colegiului Național „Petru Rareș” din Suceava. 
După licența susținută în anul 2015 la Facultatea de Litere, specializarea Română-Spaniolă din cadrul Universității din București, a absolvit în anul 2018 tot la Universitatea din București, Facultatea de Litere, un master în etnografie și folclor, iar în prezent este doctorandă în cadrul Școlii Doctorale „Alexandru Piru” din Craiova în domeniul etnologiei și folclorului.

## Carieră muzicală și debut
A început să participe la festivaluri din anul 2012, primul festival fiind „Din bătrâni, din oameni buni” de la Iași unde a câștigat Premiul Televiziunii Române, înmânat chiar de cunoscuta realizatore de emisiuni folclorice și etnomuzicolog, Elise Stan, care a fost și prima care a invitat-o la București la emisiunea „O dată-n viață”, iar mai apoi i-a devenit îndrumător. 
De la început, a fost îndrumată pe drumul cântecului de maestrul Viorel Leancă, dirijor al Orchestrei Ansamblului Artistic „Ciprian Porumbescu” din Suceava.
De la debut și până în prezent a câștigat 6 trofee și 3 premii foarte importante la marile festivaluri de folclor din România, astfel, atrăgând atenția și beneficiind de sprijinul specialiștilor din domeniu precum: Elise Stan, Eugenia Florea, Gabriela Rusu Păsărin, Marioara Murărescu, Gheorghița Nicolae, Silvia Macrea, Violeta Ianculescu, dar și a multor interpreți de folclor: Sofia Vicoveanca, Viorica Flintașu, Gheorghe Turda, Maria Ciobanu, Aurelian Preda, Viorica Macovei, Ștefania Rareș, Nicolae Furdui Iancu, Ionuț Fulea, Niculina Stoican, Mioara Velicu.
Până în prezent a cântat cu cele mai cunoscute orchestre ale țării, dar și din Republica Moldova, dintre care amintim: Orchestra Națională „Lăutarii” de la Chișinău și maestrul Nicolae Botgros, Orchestra Ansamblului „Ciprian Porumbescu” și maestrul Viorel Leancă, Orchestra Națională „Jidvei România” și maestrul Stelian Stoica, Orchestra de Muzică Populară Radio și maestrul Adrian Grigoraș, Orchestra Națională „Valahia” și maestrul Marius Zorilă, Orchestra „Doina Gorjului” și maestrii dirijori Marcel Parnica și Aurel Blondea ș.a.m.d.
A urcat pe marile scene din România participând în cadrul marilor festivaluri de folclor, unde a obținut și premii: „Maria Tănase”, „Maria Lătărețu”, „Strugurele de Aur”, „Vară, vară, primăvară”, „Pe deal la Teleormănel”, „Cânt și joc pe Hârtibaci”, „Datini”, „Mureșule, apă lină”, „Ponoare, Ponoare”, „Cântecul de dragoste de-a lungul Dunării”, numeroase spectacole organizate de Televiziunea Română și Sala Radio.
Vocea ei s-a auzit și în cadrul celor mai importante emisiuni tv din țară: O dată-n viață, TVR 1; Cu drag de Dragobete, TVR 1; La masa de Paște, TVR 1; Seara bună, dragi români, Etno Tv; Ceasuri de folclor, Favorit Tv etc.

## Despre Andra Matei…[2]
„Andra Matei – un nume care va scrie istorie în muzica populară românească, un nume care va rămâne în conștiința publicului, un nume care va fi mereu rostit cu admirație”—Elise Stan, Dr. Etnomuzicolog, realizator de emisiuni la Televiziunea Română
„La o vârstă fragedă, de doar 23 de ani, Andra Matei, reușește să ne cânte plaiul frumos moldovenesc, hora satului și dragostea tinerei fete”—Nicolae Botgros, dirijor al orchestrei „Lautarii” din Chisinau
„Talentul și pasiunea sunt cu adevărat elemente ce conturează personalitatea artistică a tinerei Andra Matei”—Eugenia Florea, Etnomuzicolog, realizator de emisiuni radio la Radio Romania
„Astăzi, Andra Matei se bucură de aprecierea publicului din toate zonele țării pentru că reușește, prin sinceritatea comportamentului artistic, să-l implice pec el căruia i se adresează”—Gheorghiță Nicolae, interpret, producător al emisiunii „Tezaur folcloric” de la TVR1
„Cu glasul duios și inima plină de cântec, cu o putere vibrantă și o ținută aetistică de excepție, Andra Matei vine să întregească tezaurul românesc al cântecului”—Răzvan Mitoceanu, compozitor, instrumentist al Ansamblului Artistic „Ciprian Popumbescu” din Suceava

## Concursuri, festivaluri, trofee
- Trofeul Festivalului Național ''Maria Lătărețu'' - Târgu-Jiu - 2012
- Premiul I al Festivalului Național ''Maria Tănase'' - Craiova - 2013
- Trofeul Festivalului ''Pe deal la Teleormănel'' - Alexandria - 2012
- Trofeul Festivalului '' Vară, vară primăvară'' - Sibiu - 2013
- Trofeul Festivalului ''Cânt și joc pe Hârtibaci'' - Agnita - 2012
- Trofeul Festivalului ''Datini'' - Sighișoara - 2012
- Trofeul Festivalului ''Mureșule, apă lină'' - Sighișoara - 2012
- Premiul Cramei Jidvei - Strugurele de Aur - Alba Iulia – 2012
- Premiul Televiziunii Române – Festivalul „Din bătrâni, din oameni buni”- Iași - 2012

## Discografie
Albumul “ Moldovioară,scump pământ “ (2017), acompaniamentul orchestrei “ Lăutarii” din Chișinău , dirijor Nicolae Botgros, aranjamentul orchestral al dirijorului Răzvan Mitoceanu
1. Moldovioară, scump pământ
2. Jocu` ista-i de la munte
3. Cărărușă prin păpușoi
4. Bătuta de la Porbota
5. M-o luat badea de băciță
6. Măi bădita, mai Vasile
7. Valeleu, mă râde satu`
8. Tu, Frasina
9. Astăzi joc la nunta mea
10. I-auzi hora o-nceput
11. Tot de ții, bade, de mine
12. Cât îi țara-n lung și-n lat
13. Joacă-așa, cum știi `neata
14. Asta-i sârba fetelor
15. Fusul ca la Sadova
16. Hai scripcate zi-i pe strune
17. Mi-o venit ordin și mie
18. Țărănească din Dolhești
19. La căsuța cea din vale (bocet)
20. Când aud cucu cântând (doină)

Alte înregistrări:
1. Bucovină, dulce Bucovină, 2018
2. Hora gospodarilor, 2012
3. Bine te-am găsit voioasă, lume, 2012
4. Verde lămâiță, 2012
5. Nu fi gazdă supărată 2012
6. Sus, sus, sus, paharul sus 2012